# Thirn
Thirn is een civil parish in het bestuurlijke gebied Hambleton, in het Engelse graafschap North Yorkshire.